# سارة هو
سارة هو (بالإنجليزية: Sarah Ho)‏ هي لاعبة كرة قدم وحكمة كرة القدم أسترالية، ولدت في 28 أكتوبر 1978.